# NGC 1606
NGC 1606 est une petite galaxie lenticulaire située dans la constellation de l'Éridan. NGC 1606 a été découverte par le physicien irlandais George Stoney en 1849.

## Caractéristiques
Sa vitesse par rapport au fond diffus cosmologique est de 4 742 ± 23 km/s, ce qui correspond à une distance de Hubble de 70,0 ± 4,9 Mpc (∼228 millions d'al).